# Ладога (фильм, 1943)
«Ладога» — советский документальный фильм о сражении за остров Сухо, выпущенный в 1943 году режиссерами Павлом Паллей, Валерием Соловцовым и Глебом Трофимовым. Битва состоялось 22 октября 1942 года на Ладожском озере во время блокады Ленинграда. Фильм изъят после первых же показов. «По свидетельствам очевидцев и современников, первых зрителей ошеломил контраст между лицами партноменклатуры и людей обычных, уличных».

## Сюжет и история создания
Накануне легендарной битвы за остров Сухо (22 октября 1942 года) на канонерскую лодку «Бира» прибыли четыре кинооператора Ленинградской студии кинохроники — Архиреев, Горданов, Долгов и Романенко, — чтобы снять военно-морские фрагменты. Но «Бира» экстренно отправилась на помощь сражавшимся за остров, и таким образом операторам удалось запечатлеть уникальные кадры морского боя у острова Сухо.
В нём так же собраны кадры строительства портов, создание перевозочных средств, железнодорожных путей, работы трудовых бригад в Осиновецком порту и в порту Кобона.
Командир канонерской лодки «Бурея» капитан 1-го ранга, историк военно-морского флота Николай Юрьевичем Озаровский подробно описал битву в своей работе «Линкоры Ладоги. Забытая Дорога Жизни». Там же он упоминает о съемках документального фильма «Ладога».

## Показ
Благодаря корреспонденту Александру Лукьянову выяснилось, что единственная копия документального фильма «Ладога» хранится в Российском государственном архиве кинофотодокументов (РГАКФД). Депутат Андрей Анохин обратился к директору архива Калантаровой Наталье Александровне, чтобы она предоставила цифровую копию документального фильма. При поддержке музея «Дорога жизни» в Осиновце и информационно-аналитического центра «Помним всех поимённо» фильм был показан в преддверии 75-й годовщины полного снятия блокады 29 ноября 2018 года.
31 января 2019 года фильм также был показан в Российском культурном центре в Пекине.